# Matthias Baumann
Matthias Baumann (ur. 5 kwietnia 1963 w Monachium) – niemiecki jeździec sportowy. Dwukrotny medalista olimpijski.

## Kariera sportowa
Sukcesy odnosi we Wszechstronnym Konkursie Konia Wierzchowego. Do zjednoczenia Niemiec reprezentował barwy tego RFN. Brał udział w dwóch igrzyskach (IO 88, IO 92), na obu zdobywał medale. W 1988 w Seulu wywalczył złoto w konkursie drużynowym. Cztery lat później był ponownie członkiem drużyny, tym razem brązowej. Był także brązowym medalistą mistrzostw świata w drużynie (1990). Zostawał mistrzem indywidualnym Niemiec (1990, 1991, 1992).

## Starty olimpijskie
Seul 1988
- konkurs drużynowy (na koniu Shamrock) – złoto[2]

Barcelona 1992
- konkurs drużynowy (Alabaster) – brąz[2]